# Tour de Romandie 2004
Le Tour de Romandie 2004 a eu lieu du 27 avril au 2 mai 2004. Cette 56e édition est remportée par le coureur américain Tyler Hamilton.

## Classement final
| Coureur              | Pays       |    | Temps            |
| 1. Tyler Hamilton    | États-Unis | en | 15 h 45 min 44 s |
| 2. Fabian Jeker      | Suisse     | +  | 1 min 43 s       |
| 3. Leonardo Piepoli  | Italie     |    | 2 min 18 s       |
| 4. Tadej Valjavec    | Slovénie   |    | 2 min 19 s       |
| 5. Dario Cioni       | Italie     |    | 2 min 33 s       |
| 6. Alexandre Moos    | Suisse     |    | 2 min 39 s       |
| 7. Ivan Basso        | Italie     |    | 3 min 31 s       |
| 8. Francisco Mancebo | Espagne    |    | 4 min 32 s       |
| 9. Bradley McGee     | Australie  |    | 5 min 08 s       |
| 10. Steve Zampieri   | Suisse     |    | 5 min 53 s       |

## Parcours et résultats
| Étape     | Date     | Villes étapes     | Distance | Vainqueur d'étape | Leader du classement général |
| --------- | -------- | ----------------- | -------- | ----------------- | ---------------------------- |
| Prologue  | 27 avril | Genève (clm)      | 3,4 km   | Bradley McGee     | Bradley McGee                |
| 1re étape | 28 avril | Yverdon-les-Bains | 175,2 km | Ján Svorada       | Bradley McGee                |
| 2e étape  | 29 avril | Romont            | 156,2 km | Stefano Garzelli  | Bradley McGee                |
| 3e étape  | 30 avril | Romont - Morgins  | 145,7 km | Alexandre Moos    | Alexandre Moos               |
| 4e étape  | 1er mai  | Sion              | 127,7 km | Fabian Jeker      | Tyler Hamilton               |
| 5e étape  | 2 mai    | Lausanne (clm)    | 20,4 km  | Tyler Hamilton    | Tyler Hamilton               |